# Внуково (аэропорт)
Аэропорт Вну́ково имени А. Н. Туполева (ИАТА: VKO, ИКАО: UUWW) — международный аэропорт федерального значения, один из четырёх основных аэропортов Москвы и Московской области. Является аэропортом совместного базирования (совместно с ФСБ России и ФСО России).
Обслуживает главным образом рейсы по России, низкобюджетные и чартерные рейсы авиакомпаний группы «Аэрофлот» (но не рейсы самого «Аэрофлота»), а также некоторые международные рейсы в пределах Европы и СНГ. C момента открытия наделён правом принимать воздушные суда высших должностных лиц СССР и России, а также глав иностранных государств и правительств, прибывающих в страну.
Расположен в пределах одноимённого московского района в десяти км к юго-западу от МКАД. Занимает третье место в России по количеству обслуженных пассажиров за год после Шереметьева и Домодедова. В 2017 году объём пассажиропотока аэропорта составил 18 млн 139 тыс. человек. Является базовым и узловым аэропортом для авиакомпаний «Газпром авиа», «РусЛайн», «ЮТэйр», «Якутия», бюджетной авиакомпании «Победа», чартерных авиакомпаний «Ай флай» и Azur Air.
Аэровокзальный комплекс состоит из трёх пассажирских и одного грузового терминалов. Основной терминал «Внуково-1» обслуживает большинство регулярных рейсов (в него входят терминалы «A», «B» и «D»). Терминал «Внуково-2» (ИКАО: UUWI) используется для обслуживания высших лиц государства. Терминал «Внуково-3» обслуживает рейсы бизнес-авиации.
Аэропорту присвоен третий (наивысший) уровень координации по классификации IATA.
В 2018 году по итогам всероссийского конкурса «Великие имена России» аэропорту Внуково присвоено имя советского учёного и авиаконструктора Андрея Николаевича Туполева.
Генеральный директор АО «Международный Аэропорт „Внуково“» (с 8 ноября 2023 года) — Дмитрий Юрьевич Ерзакович.
Также этот аэропорт имеет свою станцию метро Аэропорт Внуково.

## История

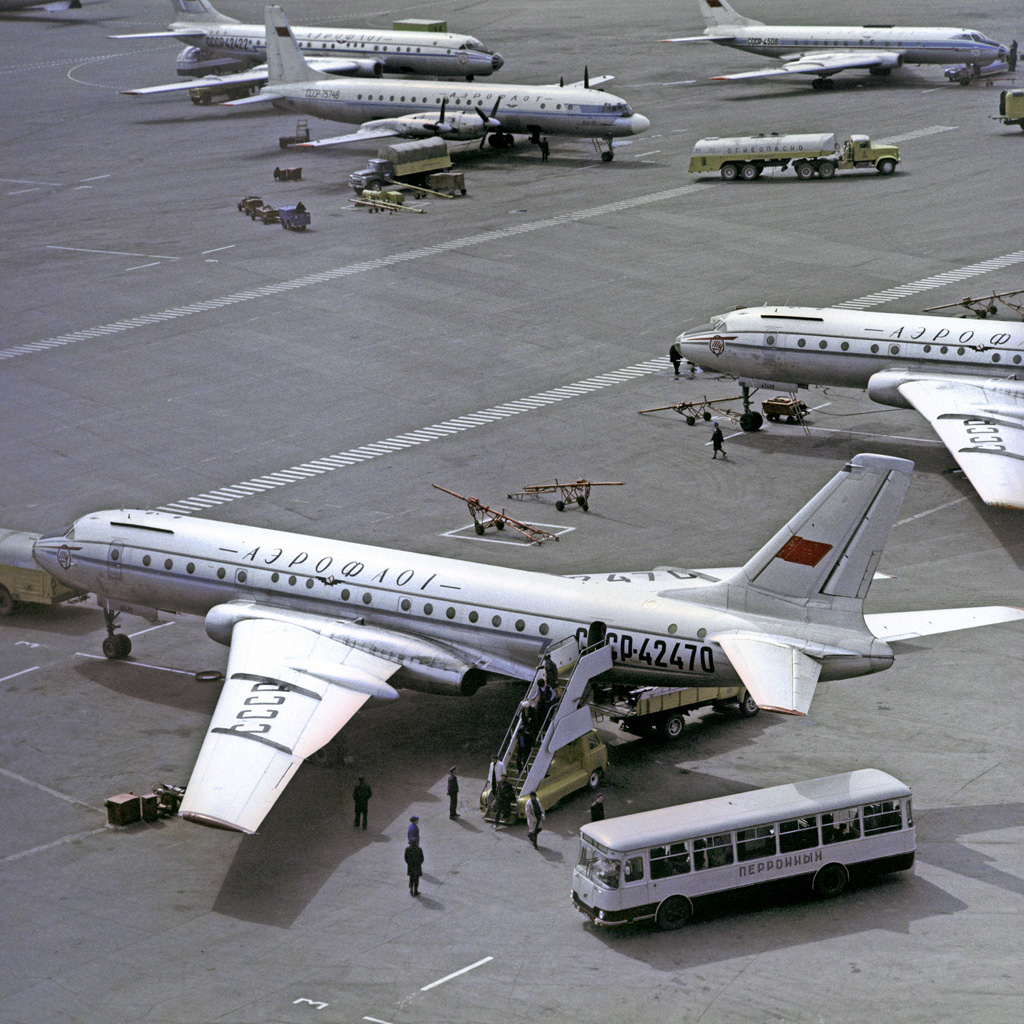
Аэропорт «Внуково» в 1971 году

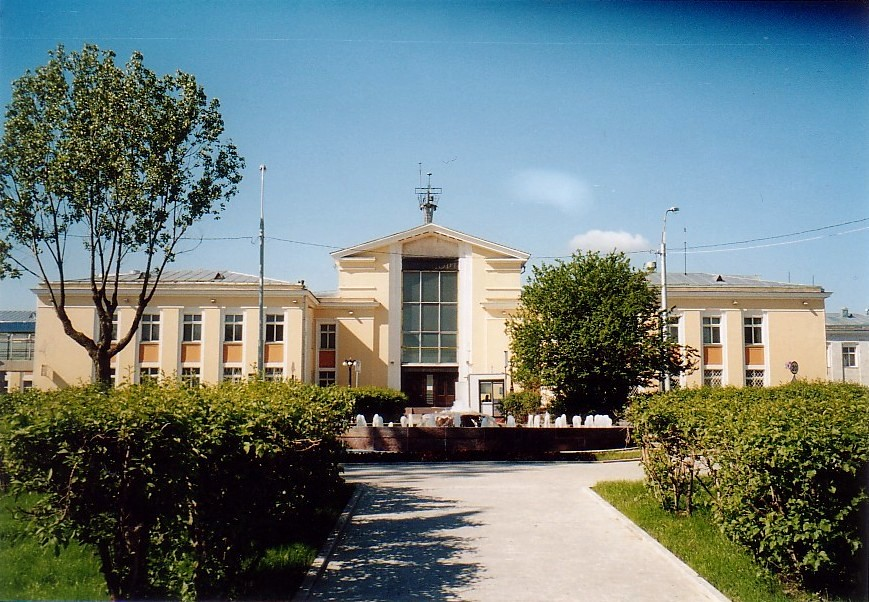
Старое здание аэропорта Внуково (фото 2000 года), на его месте построен новый терминал «А»

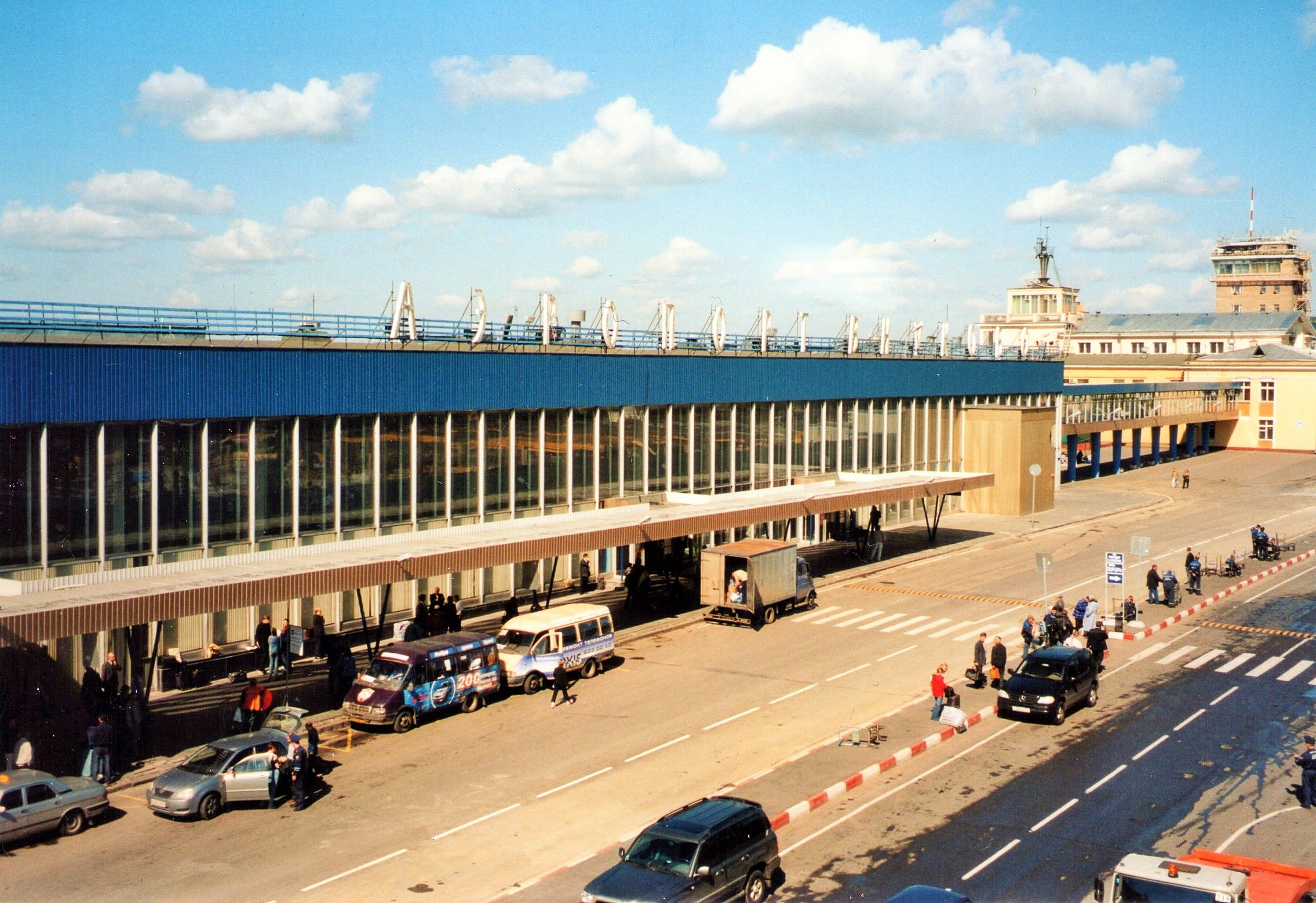
Пассажирский терминал старого аэропорта (фото 2000 года)

Внуково — старейший из ныне действующих аэропортов Москвы. Его строительство началось в 1937 году; причиной послужила перегруженность Центрального аэропорта на Ходынском поле (созданного в 1910 году) и аэропорта Быково, созданного в 1933 году. В 1937—1938 годах заказчиком работ по строительству аэропорта был В. Ф. Каминский. Строительство первых объектов аэропорта Внуково происходило в 1939—1941 гг. силами нескольких тысяч узников «Ликовлага», лагеря системы ГУЛАГ, созданного для строительства аэропорта. Строительство аэропорта Внуково было обозначено как «Строительство № 204». Первая очередь сооружений аэропорта введена в эксплуатацию 2 июля 1941 года. Аэродром Внуково имел лётное поле в форме выпуклого дельтоида с одним закругленным углом. На лётном поле располагались 4 искусственные взлётно-посадочные полосы: две по 900 м и ещё две по 1200 м длины. Полосы имели 8 направлений для взлёта-посадки, отличающихся между собой на угол 45°. К ним вели 4 бетонные рулёжные дорожки от аэровокзала и ещё одна соединяла концы двух ВПП. По проекту Майзеля и Витенберга был построен аэровокзал, однотипный с аэровокзалом аэропорта в Ленинграде.
Название аэропорта связано с названием пригородной станции Киевского направления Московской железной дороги и жилого посёлка при станции, расположенных в нескольких километрах от аэропорта.
В годы Великой Отечественной войны на территории аэропорта располагались Московская авиагруппа особого назначения, полк истребительной авиации ВВС, десантное подразделение, 10-я гвардейская транспортная дивизия ГВФ.
Вскоре после окончания Великой Отечественной войны, в сентябре 1945 года, руководством страны принято решение о переносе Центрального Московского аэропорта с аэродрома им. М. В. Фрунзе на Ходынском поле во Внуково.
В декабре 1946 года на базе 10 Гвардейской дивизии ГВФ была создана 1-я отдельная группа ГВФ (гражданского воздушного флота), а 19-й авиационный полк особого назначения преобразован в Авиагруппу международных воздушных сообщений. Аэропорт Внуково стал первым московским международным аэропортом.
В 1946 году во Внуково созданы авиагруппа для внутрисоюзных перевозок и авиагруппа для международных сообщений, на базе которых в 1952 году было образовано Московское управление транспортной авиации.
В сентябре 1950 года был создан 21-й учебно-тренировочный отряд подготовки летных специалистов для аэропорта.
Из Внуково совершали свои первые пассажирские рейсы многие типы воздушных судов: Ил-12, Ил-14, Ил-18, Ил-86, Ту-104, Ту-114, Ту-124, Ту-134, Ту-154, Ту-204 и Ту-204-300.
15 сентября 1956 года состоялся первый пассажирский рейс на реактивном самолёте Ту-104 по маршруту Москва (Внуково) — Омск — Иркутск.
24 апреля 1961 года — первый пассажирский рейс на самолёте Ту-114 по маршруту Москва (Внуково) — Хабаровск.
7 января 1963 года на базе летных и технических подразделений аэропорта был образован Внуковский объединённый авиаотряд.
29 сентября 1964 года начались регулярные полёты на самолёте Ту-134 Москва — Минеральные Воды.
19 февраля 1972 года — первый пассажирский рейс на самолёте Ту-154 по маршруту Москва — Минеральные Воды.
В 1976 году в ознаменование 20-летия первого в СССР пассажирского рейса, выполненного на реактивном самолёте, на привокзальной площади аэропорта Внуково был установлен самолёт-памятник «Ту-104». В ходе реконструкции привокзальной площади 2005 году памятник был уничтожен, а в 2006 — восстановлен.
С 25 октября 1979 были начаты технические испытания и последующая эксплуатация самолёта Ил-86.
С января 1986 года началась эксплуатация пассажирского самолёта Ту-154М.
В 1993 году по распоряжению Госкомимущества России на базе Внуковского производственного объединения гражданской авиации созданы акционерное общество открытого типа «Аэропорт Внуково», впоследствии переименованное в ОАО «Аэропорт Внуково», и акционерное общество открытого типа «Внуковские авиалинии». В 2001 году согласно решению Правительства Москвы образовано ОАО «Международный аэропорт Внуково». 14 ноября 2003 года президент России Владимир Путин подписал указ «О передаче в собственность города Москвы находящихся в федеральной собственности акций открытого акционерного общества „Аэропорт Внуково“».
В начале XXI века правительство Москвы направило значительные инвестиции в развитие аэропорта, приняв 3 августа 2004 года постановление «О Концепции развития аэропорта Внуково», предусматривающее стратегическую программу развития аэропорта Внуково для обеспечения перевозки 20–22 млн пассажиров в год. В частности, 17 апреля 2004 года сдан в эксплуатацию новый международный терминал площадью 24 тысячи м² с проектной пропускной мощностью 1200 пассажиров в час, в марте 2000 года введён в строй новый пассажирский терминал центра бизнес-авиации «АвиаБизнесТерминал Внуково-3». В 2009 году был введён в строй новый почтово-грузовой комплекс (ПГК). 6 июля 2010 года первый рейс (Анапа — Москва) принял новый терминал «А», построенный по проекту архитектора Л. Борзенкова и рассчитанный на обслуживание 25 млн пассажиров в год (введена в строй первая очередь нового терминала площадью 174 тыс. м²). В конце июня 2011 года запущена двухуровневая эстакада на привокзальной площади, обеспечивающая бесплатный подъезд автотранспорта в зону высадки вылетающих пассажиров.
18 декабря 2012 года вступила в строй вторая очередь терминала «А», проект которого получил золотую медаль на Всемирном салоне инноваций в 2006 году. Терминал имеет 52 выхода на посадку. С этого дня аэровокзальный комплекс стал крупнейшим в России по занимаемой площади (270 тыс. м²).
Существенные средства были вложены и в аэродромное оборудование. В 2008 году начал работу новый командно-диспетчерский пункт, оборудованный современной техникой. В октябре 2009 года закончена реконструкция ВПП № 2.
23 марта 2012 года в аэропорту состоялся презентационный прилёт крупнейшего в мире пассажирского авиалайнера Airbus А380 авиакомпании Lufthansa, а 9 апреля — пассажирского самолёта Boeing 787 Dreamliner.
2 декабря 2013 года завершена реконструкция ВПП № 1. Её длина увеличена на 500 метров, установлено новое свето-сигнальное оборудование, соответствующее требованиям III категории ИКАО. На время ремонта, с 15 апреля по 1 июля 2011 года, приём и отправка воздушных судов из Внуково были серьёзно ограничены, а правительственный авиаотряд перебазировался в аэропорт «Шереметьево».
В 2015 году в аэропорту прошли съёмки фильма-катастрофы «Экипаж».
В 2017 году была внедрена «Национальная система бронирования», разработанная Внуково совместно с госкорпорацией Ростех, в которую было вложено 50 млн долларов.

## Аэродромный комплекс
Аэродромный комплекс «Внуково» располагает двумя пересекающимися взлётно-посадочными полосами (ВПП):
- ВПП-1, 06/24, 3500×60 м, PCN 34/R/A/W/T, cat. IIIa ICAO;
- ВПП-2, 01/19, 3060×60 м, PCN 60/F/D/X/T, cat. II ICAO; верхний слой покрытия — асфальтобетон.

Имеет категорию «Б».
С летнего сезона 2006 года аэропорту Внуково присвоен третий (наивысший) уровень координации по классификации IATA. Пропускная способность двух ВПП — 56 взлёт/посадок в час. Режим работы 24 часа в сутки.
Аэропорт допущен к эксплуатации всех типов отечественных воздушных судов (Ту-134, Ту-154Б, Ил-86 — кроме ночных полётов с 23:00 до 6:00) и основных типов воздушных судов западного производства:
- Airbus A300, A310, A320, A330, A340, A350, A380 (технически);
- Boeing B-737, B-747, B-757, B-767, B-777, B-787;
- MD MD-11, MD-80, MD-82

а также большого количества типов региональных самолётов и самолётов бизнес-авиации.
Перрон аэродромного комплекса рассчитан на стоянку более ста воздушных судов различных типов — от самолётов деловой авиации до лайнеров типа B-747 или АН-124 («Руслан»).
Аэродромный комплекс обслуживает рейсы «Внуково-1» (терминалы «A», «B» и «D»), правительственного терминала «Внуково-2» и Центра бизнес-авиации «Внуково-3».

## Аэровокзальные комплексы

### Внуково-1

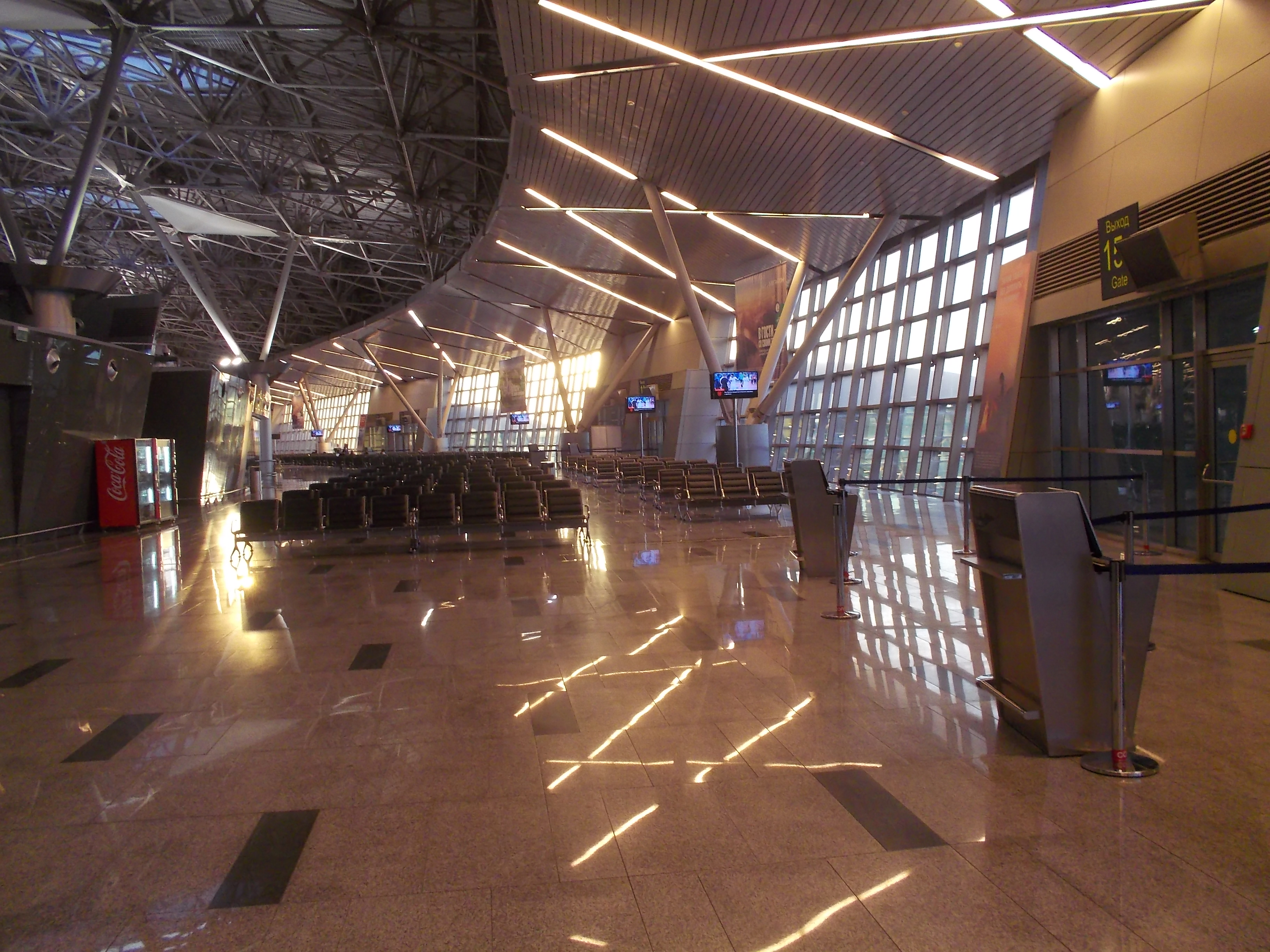
Зал вылета внутренних рейсов в терминале «A»

Аэровокзальный комплекс «Внуково-1» образуют три пассажирских терминала: «A», «B» и «D». Терминалы примыкают друг к другу. Терминалы «B» и «D» соединены внутренним переходом. Переход из терминала «А» в терминалы «B» и «D» возможен только через улицу. Общая пропускная способность АВК «Внуково-1» после ввода в строй терминала «А» составила порядка 35 млн пассажиров в год.
Терминал «А» был открыт в июле 2010 года и вводился в строй поэтапно. Терминал имеет 20 гейтов внутренних рейсов (включая восемь гейтов, оборудованных однорукавными телетрапами и два гейта с двухрукавными телетрапами), а также 28 гейтов международных рейсов (включая 12 гейтов, оборудованных однорукавными телетрапами, один гейт с двухрукавным телетрапом и один — с трёхрукавным телетрапом для обслуживания воздушных судов Airbus A380). Дальнейшее развитие терминала «А» предполагает строительство симметричного левого крыла на месте подлежащего сносу терминала «D». Вторая очередь терминала включает дополнительные острова регистрации, расширение стерильной зоны внутренних линий, включая два новых гейта, и обеспечение сквозного прохода между терминалами «A» и «B».
На минус первом этаже терминала расположена камера хранения багажа. К минус первому этажу примыкает подземный переход под привокзальной площадью, включающий в себя выход с подземной железнодорожной станции Аэропорт Внуково.
Первый этаж представляет собой зону прилёта, включая залы выдачи багажа с десятью лентами выдачи багажа (восемь для внутренних и 5 для международных рейсов). Также на первом этаже расположены комнаты невостребованного багажа, кафе, салоны связи, круглосуточное отделение банка, банкоматы, стойки трансагентств, такси и служб проката автомобилей.
Зона вылета расположена на втором этаже терминала. К зоне вылета ведёт автомобильная эстакада с бесплатным и свободным проездом. 140 стоек регистрации. Острова систематизированы в соответствии с авиакомпаниями, выполняющими рейсы. Регистрация на внутренние и международные рейсы производится на одних и тех же стойках. Также на втором этаже расположены: кафе и магазины, игровая комната, медпункт, отделение полиции, отделения банков, банкоматы, стойки трансагентств, сервисные стойки авиакомпаний. В стерильной зоне также расположены детские игровые площадки, несколько бизнес-залов, магазины беспошлинной торговли (международные рейсы) и магазины концепции Duty Paid (внутренние рейсы).
На третьем этаже терминала расположен зал ожидания, офисы авиакомпаний, кафе, VIP-зал и бизнес-зал.
Вытянутая в форме капли посадочная галерея терминала разделена вдоль на две примерно равные части. В левой части обслуживаются внутренние рейсы, в правой — международные. Такое разделение позволило максимально сократить путь транзитных пассажиров.
Длина посадочной галереи терминала «А» составляет около 500 м. Для облегчения передвижения по ней вдоль галереи установлено в общей сложности 38 траволаторов.
Терминал построен по системе «гладкий пол»: двери не имеют порогов, переходы между уровнями оборудованы пандусами и лифтами.
Система кондиционирования воздуха терминала «А» занимает целиком отдельное здание справа от терминала, при этом на нижнем уровне здания расположена парковка для сотрудников.

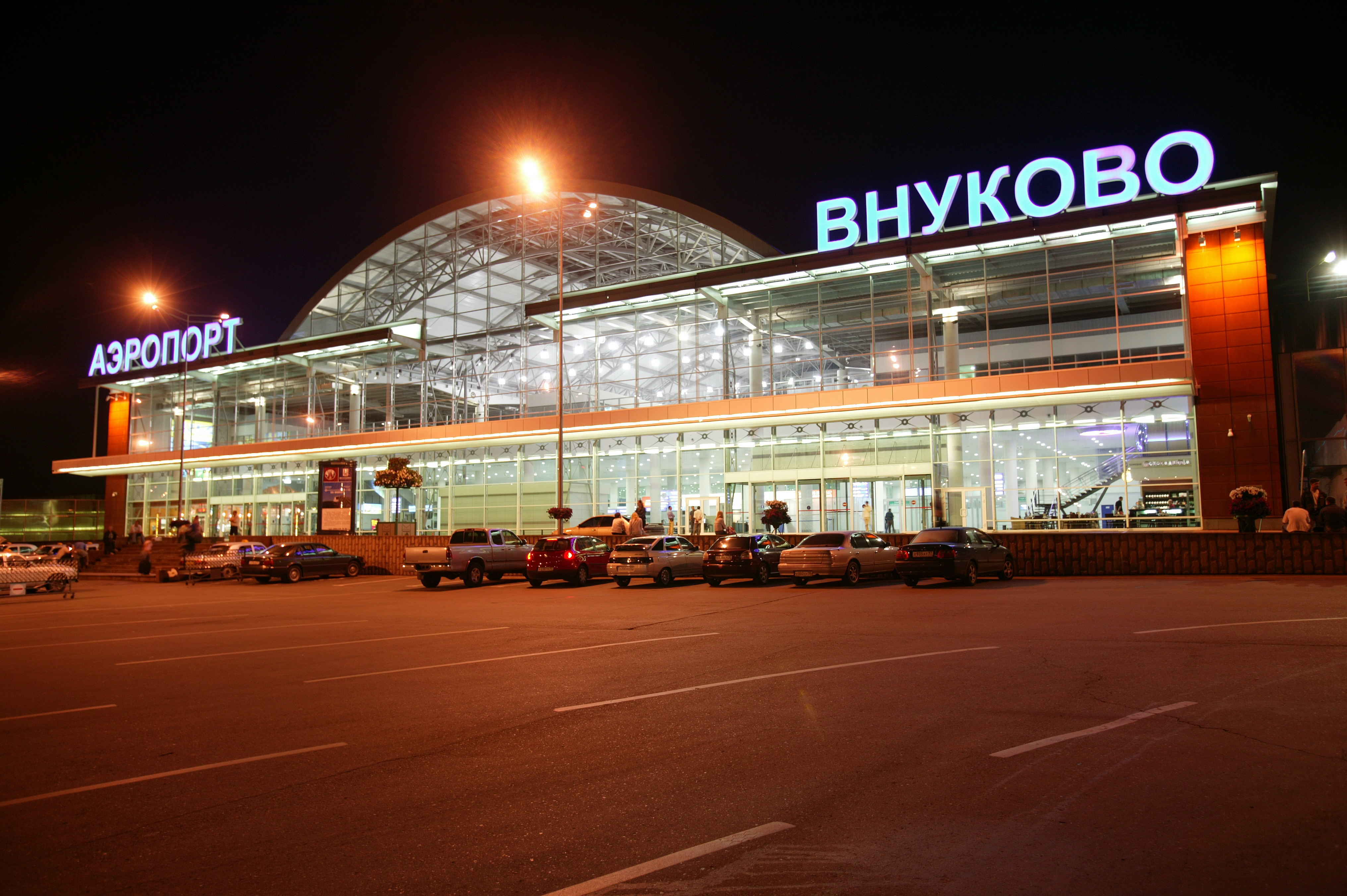
Терминал «B» во «Внуково-1»

Терминал «В», оборудованный посадочной галереей с шестью телетрапами, введён в эксплуатацию в апреле 2004 года. Терминал общей площадью 25 тысяч м² обладает пропускной способностью 2000 пассажиров в час и способен обслуживать только международные рейсы. После перевода большинства регулярных международных рейсов в терминал «А», терминал «B» сконцентрировался на обслуживании чартерных рейсов, рейсов бюджетных авиакомпаний и направлений в страны Средней Азии. С весенне-летнего сезона 2016 года терминал выведен из эксплуатации, все рейсы из терминала «B» переведены в терминал «A».
Терминал «D» постройки 1980-х годов реконструирован (с заменой оборудования) в 2004—2005 годах. Общая площадь терминала «D» — около 30 тысяч м², пропускная способность — 4800 пассажиров в час. В настоящее время терминал практически полностью выведен из эксплуатации, вылеты из него не производятся. В то же время в терминале «D» производится послеполётный досмотр прибывающих пассажиров отдельных внутренних рейсов. Решение по каждому рейсу принимается МВД индивидуально. В терминале работает несколько офисов авиакомпаний и комната матери и ребёнка.

### Внуково-2
В полутора километрах к югу от здания основного пассажирского терминала располагается спецтерминал «Внуково-2» (ИКАО: UUWI), обслуживающий президента и членов Правительства России, а также руководителей и представителей правительств других стран. Официально аэровокзал введён в эксплуатацию 28 апреля 1963 года, но первые правительственные вылеты из «Внуково» стали совершаться ещё в 1956 году. С самого начала все правительственные перевозки осуществлял «Авиационный отряд особого назначения», в настоящее время переименованный в СЛО «Россия».
В соответствии с указом правительства Москвы от 2004 года аэропорт Внуково должен был быть перестроен — Внуково-2 не стал исключением: так, на территории второго терминала аэропорта летом 2009 года в эксплуатацию запущен новый аэровокзал и служебно-техническое здание со всеми вновь подведёнными коммуникациями.
По данным газеты «Ведомости», новое здание терминала начали строить в 2008 году. Со стороны Киевского шоссе уже успел появиться новый забор. Он выше прежнего на два метра. Предыдущий забор представлял собой металлическую решётку, через него проезжавшие по шоссе автомобилисты могли разглядеть за деревьями здание терминала. Нынешний забор сделан из листового металла и находится на бетонном ростверке — новое здание со стороны шоссе впредь увидеть невозможно. Президент США Барак Обама стал первым зарубежным гостем, который в июле 2009 года воспользовался услугами нового здания терминала Внуково-2. Путь от Внуково-2 до Кремля его кортеж преодолел за 15 минут, при этом средняя скорость движения автомобиля президента составляла около 130 км/ч.

### Внуково-3
В западной части лётного поля, в непосредственной близости от Боровского шоссе, располагаются несколько VIP-терминалов, объединённых под общим названием «Внуково-3»:
- терминал «Космос», принадлежащий российской Ракетно-космической корпорации «Энергия»[25], используется для VIP-чартеров и бизнес-авиации[26];
- соседствующий с ним терминал ВВЛ «Центр Бизнес-Авиации», введённый в эксплуатацию в 2000 году, предназначен для одновременного обслуживания не более 15 VIP-пассажиров;
- терминал МВЛ «Центр Бизнес-Авиации», построенный в 2006 году, способен пропускать до 40 пассажиров в час[27].

«Внуково-3» используется для приёма и вылета спецрейсов делегаций городского правительства и гостей мэра Москвы.

В 2015 году в этом терминале выполнены 34 682 рейса, а пассажиропоток составил 117 781 человек.

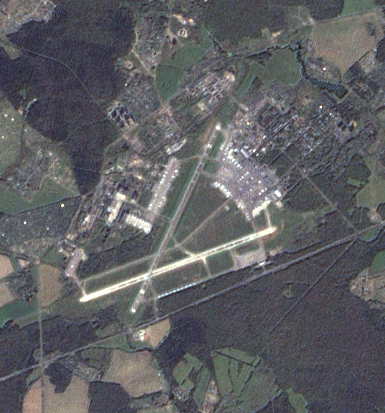
Аэропорт Внуково на космическом снимке 2000 года
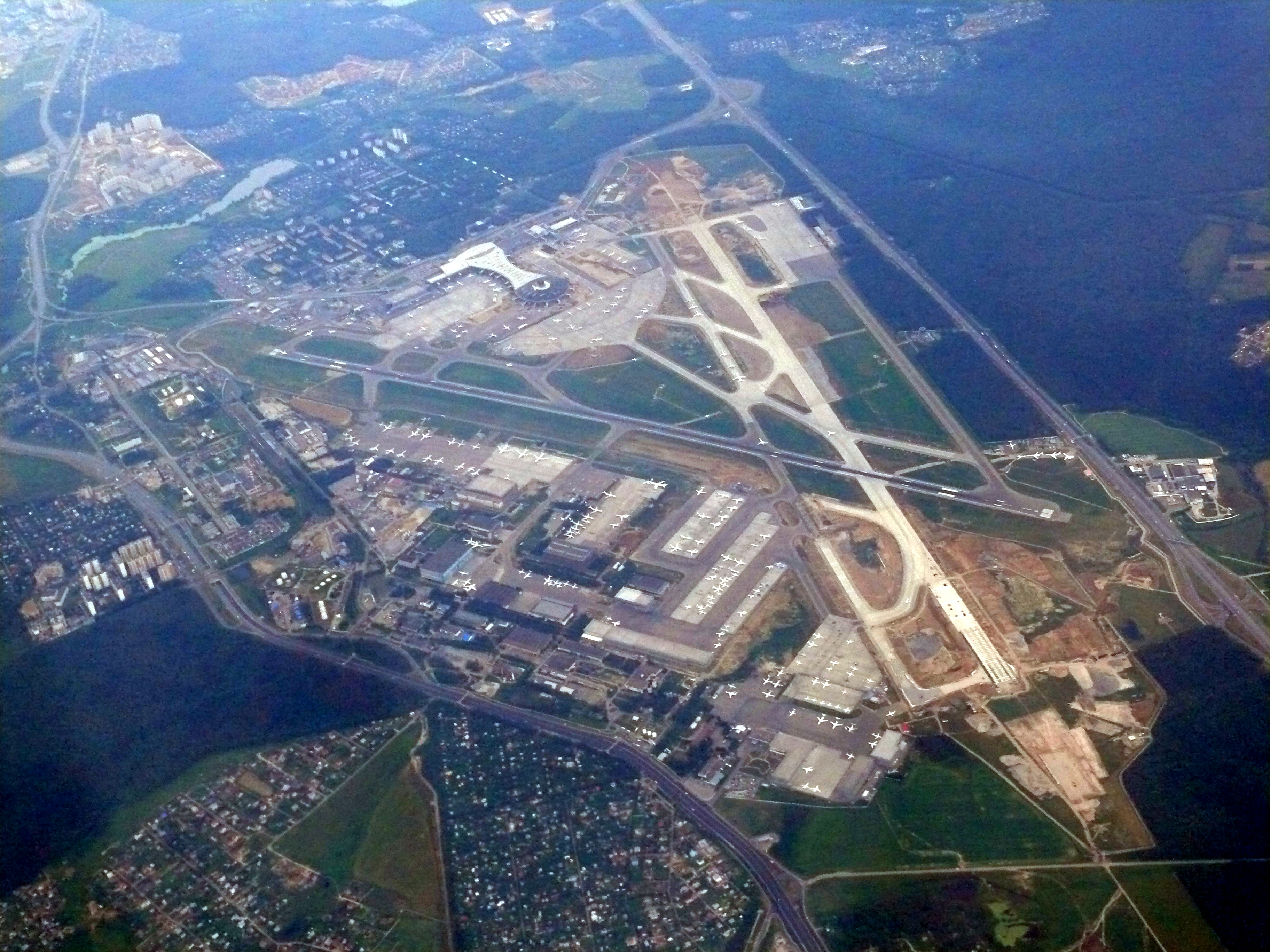
Аэропорт Внуково из самолёта (2012)
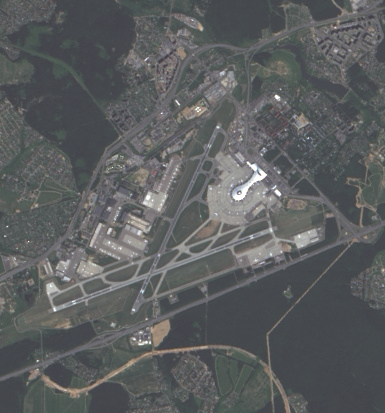
Аэропорт Внуково на космическом снимке 2019 года

## Авиакомпании и пункты назначения
Статус международного аэропорт получил в 1945 году вместе с переносом во Внуково Московского центрального аэропорта гражданского воздушного флота с аэродрома ВВС им. М. В. Фрунзе (Ходынка).
По данным за 2017 год, на долю внутрироссийских рейсов приходится 64 % пассажиропотока (11,65 млн чел.), на международные авиарейсы — 36 % (6,5 млн чел.).
Крупнейшими авиакомпаниями, обеспечившими по итогам 2017 года 82 % пассажиропотока Внуково, являются Победа, Россия и ЮТэйр.
Из-за пандемии коронавируса в марте 2020 года полёты многих авиакомпаний в города Европы были временно приостановлены.

В мае 2023 года Georgian Airways возобновила полёты из Тбилиси в Москву через аэропорт Внуково.

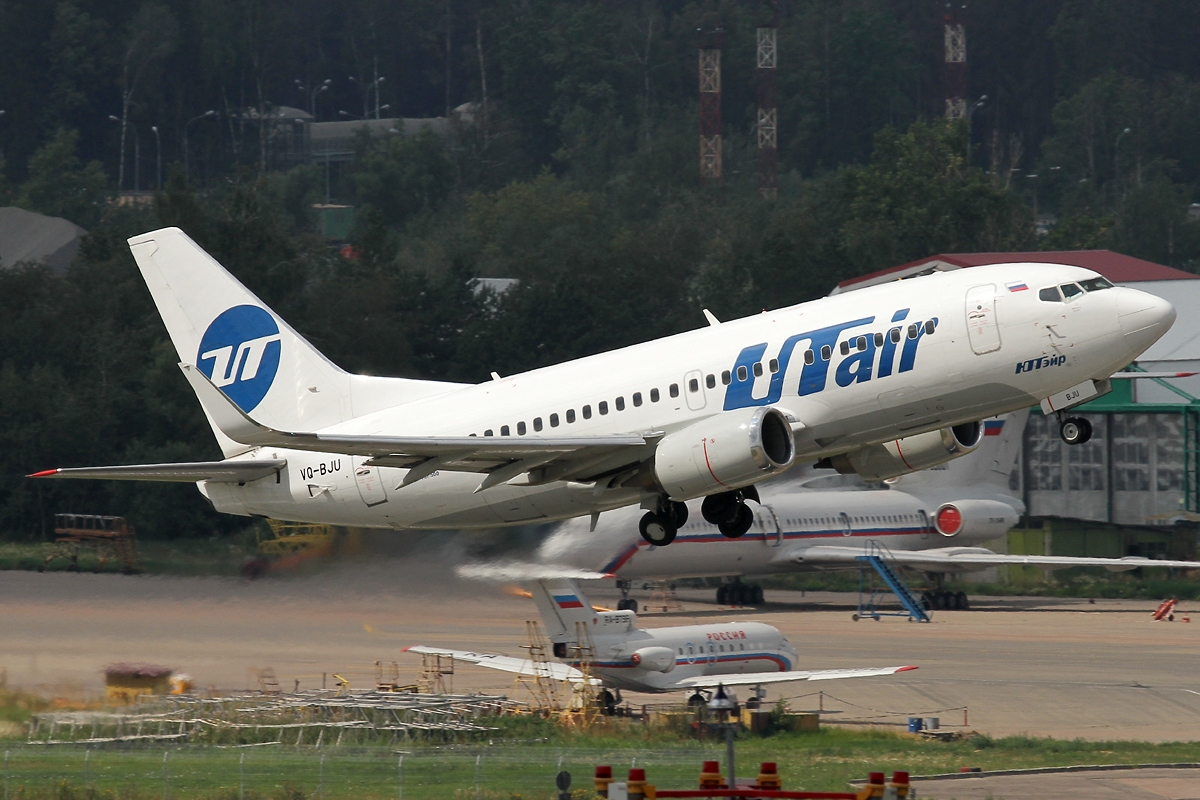
Boeing 737-500 ЮТэйр вылетает из «Внуково»
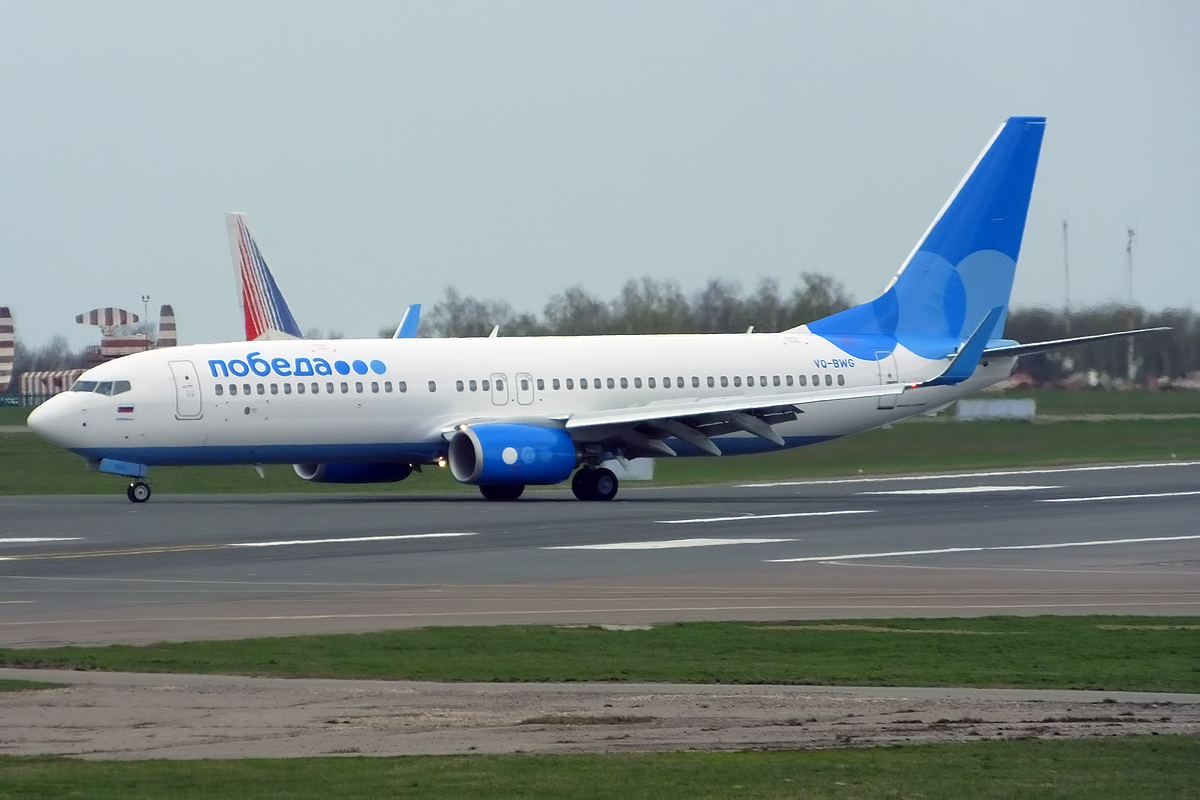
Boeing 737-800 Победы в аэропорту «Внуково»
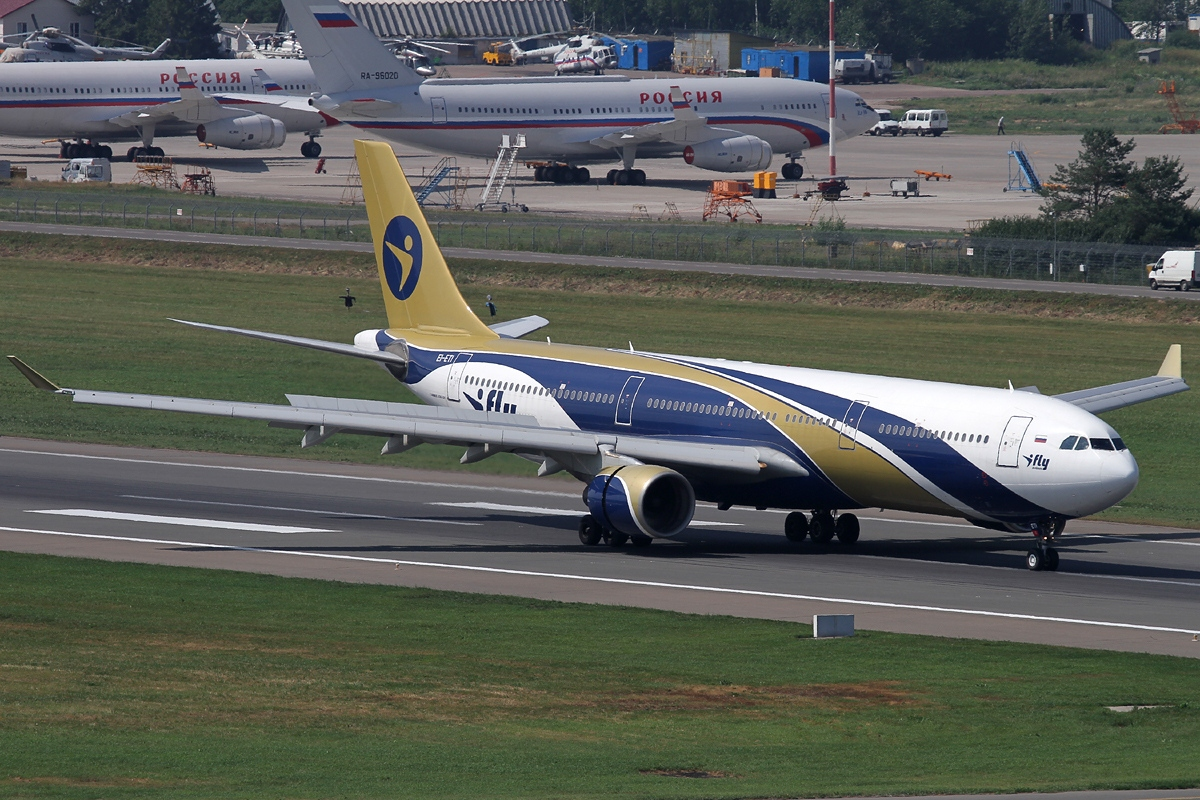
Airbus A330-300 авиакомпании I fly в аэропорту «Внуково»
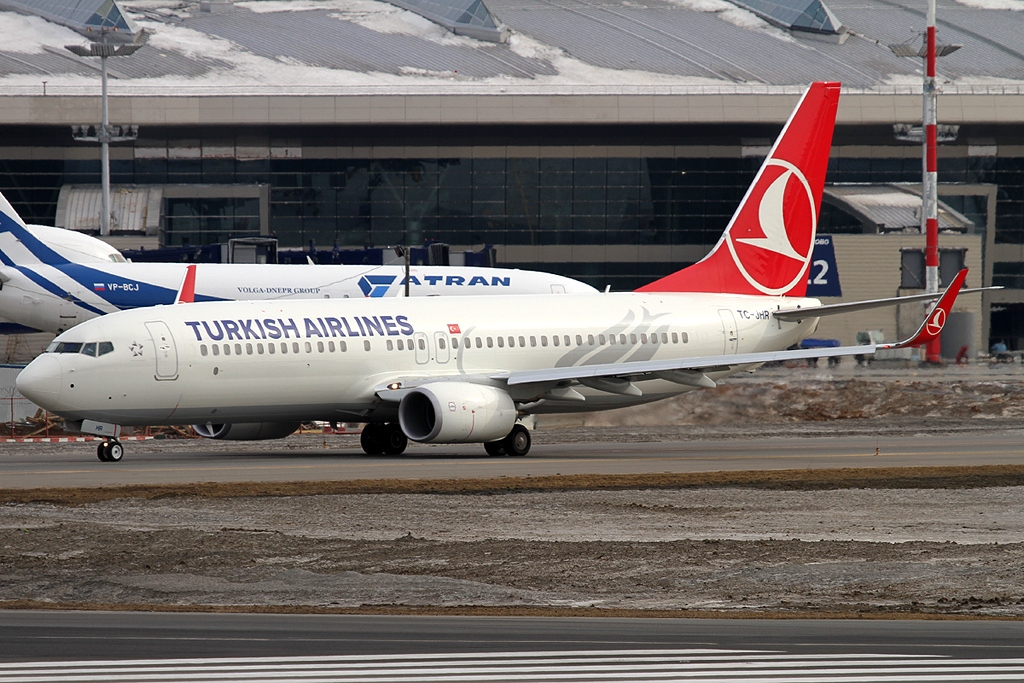
Boeing 737-800 Turkish Airlines в аэропорту «Внуково»

таблице ниже необходимо дополнение

## Показатели деятельности
Данные из запроса в Викиданные.
| 5,500    |         |        |         |         |         |         |         |         |         |
| 1990     | 1991    | 1992   | 1993    | 1994    | 1995    | 1996    | 1997    | 1998    | 1999    |
| 13,487   | ▼12,023 | ▼7,458 | ▼4,363  | ▲4,693  | ▲4,933  | ▼4,335  | ▲4,645  | ▼4,021  | ▼3,135  |
| 2000     | 2001    | 2002   | 2003    | 2004**  | 2005    | 2006    | 2007    | 2008    | 2009    |
| ▲3,451   | ▲3,666  | ▼3,091 | ▼2,775  | ▼2,473  | ▲3,619  | ▲5,117  | ▲6,789  | ▲7,923  | ▼7,730  |
| 2010     | 2011    | 2012   | 2013    | 2014    | 2015    | 2016    | 2017    | 2018    | 2019    |
| ▲9,460   | ▼8,197  | ▲9,699 | ▲11,180 | ▲12,733 | ▲15,800 | ▼13,947 | ▲18,139 | ▲21,478 | ▲24,002 |
| 2020     |         |        |         |         |         |         |         |         |         |
| ▼12,565  |         |        |         |         |         |         |         |         |         |
| 2023     |         |        |         |         |         |         |         |         |         |
| ▼ 14,500 |         |        |         |         |         |         |         |         |         |

↑  — Минимальный уровень пассажиропотока в новейшей истории.
| 2000      | 2001       | 2002       | 2003       | 2004      | 2005       | 2006       | 2007      | 2008      | 2009      |
| --------- | ---------- | ---------- | ---------- | --------- | ---------- | ---------- | --------- | --------- | --------- |
| н/д       | н/д        | н/д        | н/д        | −151,984  | ▲−60,882   | ▲+266,372  | ▼+2,978   | ▲+679,989 | ▼+51,702  |
| 2010      | 2011       | 2012       | 2013       | 2014      | 2015       | 2016       | 2017      | 2018      | 2019      |
| ▼−452,286 | ▼−2632,411 | ▲−1688,065 | ▼−1839,698 | ▲−1060,17 | ▼−1914,442 | ▲−1371,771 | ▲−227,714 | ▲+884,989 | ▼+779,055 |

↑  — Данные за 2004 год по ОАО «Международный аэропорт "Внуково"», с 2005 по 2016 — по ОАО «Аэропорт Внуково» + ОАО «Международный аэропорт "Внуково"», с 2017 года — АО «Международный аэропорт "Внуково"» в связи с присоединением к нему ОАО «Аэропорт Внуково».

## Транспортное сообщение с основной частью Москвы

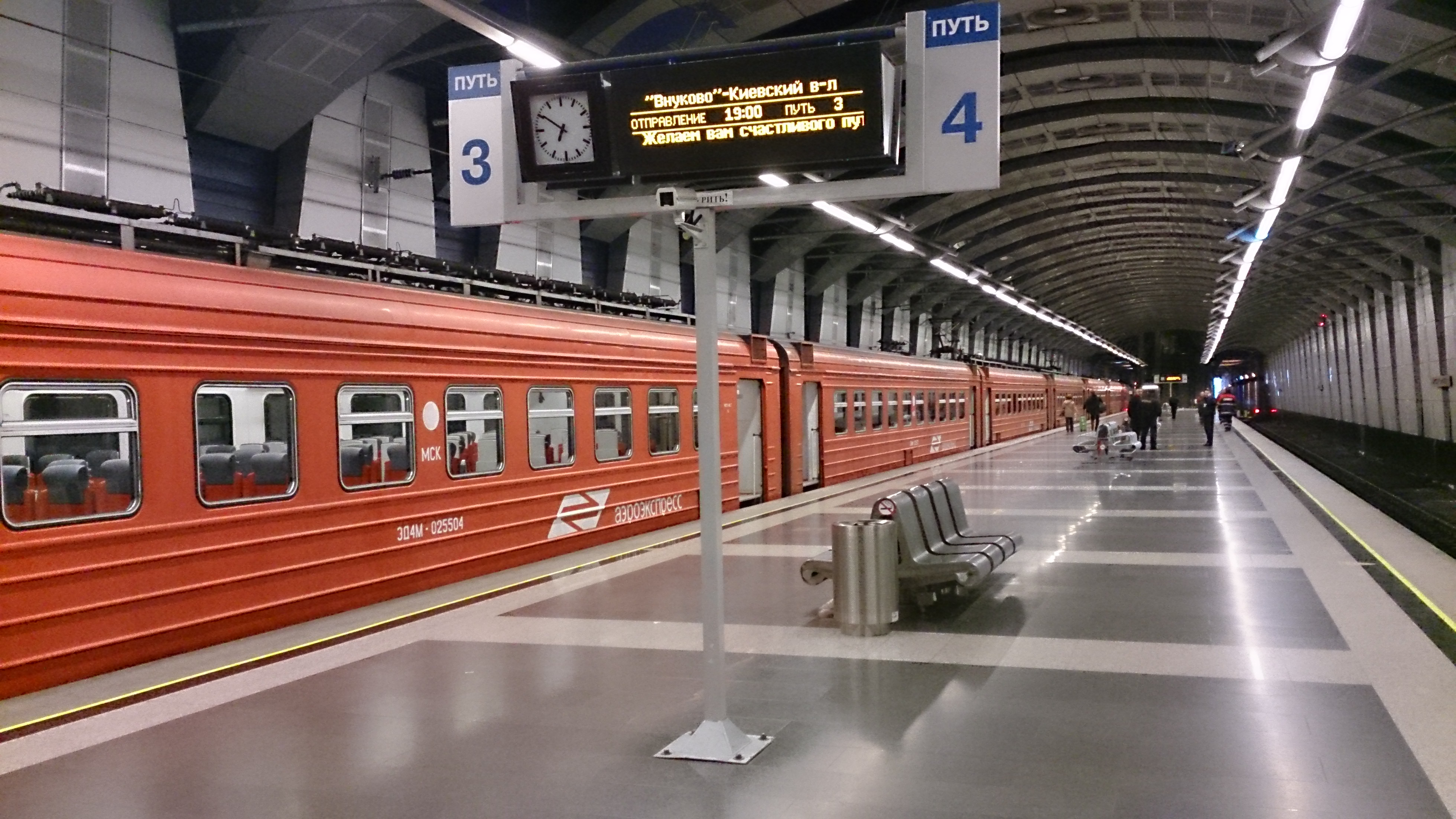
Подземная железнодорожная станция «Аэропорт Внуково»

Ближайшая станции метро —  Аэропорт Внуково.
От станции метро «Саларьево» следует городской автобусный маршрут № 911. Время в пути — 18-20 минут, интервал движения — 10-15 минут..

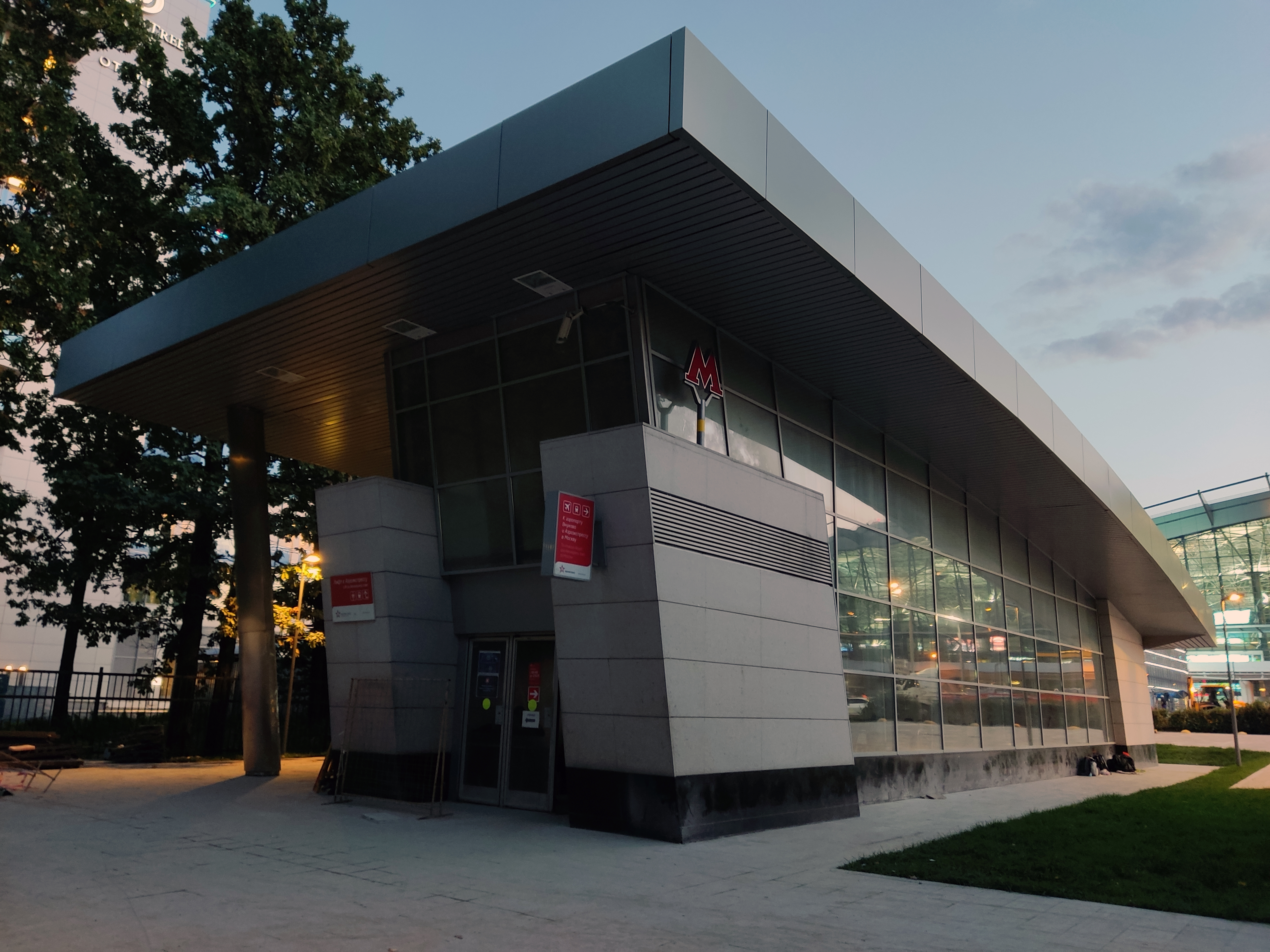
Подземный переход на 1-й Рейсовой улице, который с сентября 2023 года стал входом в метро

В ночное время аэропорт связывает с историческим центром Москвы автобусный маршрут № Н11, следующий от станции метро «Китай-город».
От Киевского вокзала ходят электропоезда «ЦППК» до станции Аэропорт Внуково. Время в пути — 35 минут. После открытия станции Большой кольцевой линии метро «Аминьевская», 27 декабря 2021 года была добавлена остановка на платформе «Аминьевская». Время в пути от платформы «Аминьевская» до аэропорта составляет 25 минут.
Также работает старая платформа Аэропорт, расположенная в стороне от аэровокзального комплекса. До неё от Киевского вокзала следуют пять пар электропоездов в сутки (только по будням). Связана с аэровокзальным комплексом спецрейсами маршрута № 911 (утром — в сторону платформы, вечером — в сторону аэропорта).
В январе 2019 года мэрией Москвы было одобрено продление Калининско-Солнцевской линии метро до аэропорта. Строительство участка линии длиной 5,4 км от станции метро «Рассказовка» завершено 6 сентября 2023 года. Таким образом, «Внуково» стал первым ныне действующим российским аэропортом, имеющим станцию метро.
Аэропорт имеет прямой бессветофорный подъезд с двух шоссе: Киевского и Боровского. Также имеется возможность проезда с Калужского и Минского шоссе. В аэропорту работают многочисленные платные парковки, в том числе два многоуровневых паркинга непосредственно напротив терминалов.

## Предприятия внуковского аэропортового комплекса

### Топливо-заправочные комплексы
В аэропорту действует два независимых топливозаправочных комплекса:
- ЗАО «Топливо-заправочный сервис»;
- ЗАО «Авиационно-Заправочная Компания».

### Ремонт и техническое обслуживание воздушных судов
На базе внуковского авиаремонтного завода № 400 (ВАРЗ-400) действует компания по ремонту и техническому обслуживанию воздушных судов:
- VTS (ООО «Восток Техникал Сервис»).

Значительную часть наземного обслуживания ВС на себя берёт * UTG aviation services (ЗАО «Ю-Ти-Джи»);
Обслуживание перонного транспорта — компания «Аэросмарт-Системы»

### Обслуживающие предприятия
- UTG aviation services (ЗАО «Ю-Ти-Джи») — услуги наземного обслуживания авиакомпаний и оперативного технического обслуживания воздушных судов;
- Catering Vnukovo (ООО «Скай Фуд Внуково») — авиационный кейтеринг;
- Учебно-тренировочный центр (УТЦ-21) — обучение авиационного персонала, лётных экипажей ВС, бортпроводников, сотрудников авиационной безопасности;
- Медсанчасть — поликлиника, врачебно-лётная экспертная комиссия (ВЛЭК);
- ООО «ВИП Лаундж» — предоставление обслуживания пассажирам в VIP-зале Терминала А;
- ООО «Эй-Джи-Эс» — предоставление услуг по уборке аэровокзального комплекса и воздушных судов;
- ООО «Автопарк» — оператор стоянок;
- ЗАО «Трансагентство Внуково» — продажа авиационных и железнодорожных перевозок, гостиничных услуг, страхование;
- ООО «Внуково-Карго» — почтово-грузовые перевозки;
- Гостиничный комплекс «Внуково» — гостиницы «Экипаж» и «ВАРЗ-400»

## Авиационные происшествия

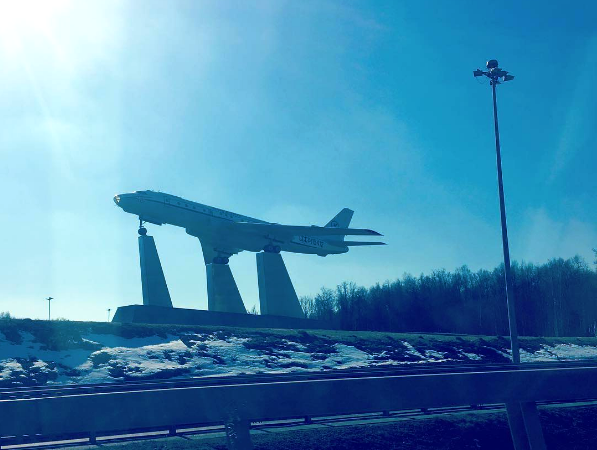
Монумент Ту-104 по дороге в аэропорт Внуково

В аэропорту Внуково были происшествия и катастрофы, в частности:
- 5 ноября 1946 года в аэропорту из-за сложных погодных условий разбились три самолёта, погибли в общей сложности 19 человек.
- 17 марта 1979 года в районе аэропорта Внуково разбился самолёт Ту-104, выполнявший рейс Москва — Одесса. В катастрофе погибли 58 человек. В живых остались пятеро членов экипажа и 15 пассажиров, многие получили тяжёлые травмы.
- 13 февраля 2007 года в аэропорту произошла авария самолёта деловой авиации Bombardier Challenger 600. При взлёте лайнер не смог набрать высоту из-за обледенения и упал. Находившиеся на борту три члена экипажа получили ранения различной степени тяжести. Причиной аварии стала ошибка экипажа в сочетании с неправильными действиями наземных служб и недостатками в документах по эксплуатации данного типа воздушного судна[42][43].
- 29 декабря 2012 года «Ту-204» (бортовой номер RA-64047) авиакомпании «Red Wings Airlines» при посадке выкатился за пределы взлётно-посадочной полосы «19» и разрушился в результате столкновения с укреплённой стенкой котлована, расположенного за торцом ВПП на расстоянии около 240 метров. Погибли пятеро из восьми человек, находившихся на борту, и один на земле.
- 20 октября 2014 года, в 23:57 МСК, самолёт бизнес-авиации Dassault Falcon 50 EX, направлявшийся в Париж, столкнулся при взлёте со снегоуборочной машиной. На борту находился один пассажир (Кристоф де Маржери, главный исполнительный директор энергетического концерна Total) и трое членов экипажа. В результате столкновения пассажир и все члены экипажа погибли. Водитель снегоуборочного автомобиля не пострадал[44].